# Google审查
Google审查是Google公司根据地方法律法规和政策以及公司条款减少或移除信息的方式。
2010年4月20日，Google开启了政府请求工具（现为透明度报告），以展示各国政府要求Google移除內容或递交个人资讯的次数。从页面可以看到在“移除要求”方面，大部分国家或地区的请求次数少于10次，而次数排名前三位的分別是巴西、德国及印度，美国位居第四。另外，中国大陆的请求次数显示为问号，Google称中国政府将审查需求视作“国家机密”，因此公司无法提供相关资讯。

## 网页搜索

### 德国和法国
在2002年10月22日，根据传闻有113个网址被从Google德国和Google法国移除。移除的大多是纯白人民族主义（White nationalism）、反犹太主义和纳粹主义以及伊斯兰激进派网站。在法国和德国法律之下，仇恨性言论和否认大屠杀的言论是不合法的。Google公司遵从这些国家的法律，移除这些网站，但不包括在搜索结果中出现其他有这些内容的网站。不过，Google在搜索结果底部列出了一个有过滤这些结果的说明：
作为对Google收到的一份法定要求的回应，我们已从本页移除了*条搜索结果。如果您愿意，可参阅这一要求的详情。链接如下 ChillingEffects.org.
值得注意的是，Google德国虽然遵守德国法律，但其服务器与其他地区版（中国版除外）一样，都是位于美国Google机房。

### 俄罗斯联邦
如果用户使用google.ru，或者使用俄罗斯的IP地址在俄罗斯Google上进行搜索某些特定人名的时候，在搜索结果最下面会显示一行斜体字：
根据当地信息法规，部分结果未予显示。
Google隐私权和条款的俄罗斯版本解释道因为按照俄罗斯的法律在某些情况下，俄罗斯公民可以请求 Google 在 Google.ru 上移除包含其姓名的搜索查询所对应的搜索结果。当俄罗斯用户提出此类请求时，Google 将在个人隐私权和公众知情权及信息发布权之间做出权衡。在评估请求时，Google将调查相应结果是否包含此人的过时信息以及这些信息目前是否涉及公众利益。
2017 年 11 月生效的俄罗斯法律修正案《276-FZ》扩大了俄罗斯政府可以要求Google俄罗斯移除内容的范围。根据Google透明度报告的对于俄罗斯政府的移除要求显示，从2018年1月至2019年6月，Google在俄罗斯总共收到663次移除要求，共计523710个网站链接。移除要求主要与版权（32%）国家安全（21%）和受管制的商品和服务（16%）有关。

### 越南
越南公安部，越南广播和电子信息管理局使用越南社会主义共和国在2013年颁布的《电子信息技术法案》（关于管理，供应，使用互联网服务和网络信息的法案，代码为72/2013/NĐ-CP）要求Google从网页搜索，YouTube和Play商店中对越南国内屏蔽或者移除侮辱越南政府，越南共产党和越南领导人的内容。

### 中国大陆

比较“Tiananmen”在Google.com和Google.cn搜索结果的不同（2007年7月18日）

2006年4月，Google推出Google.cn，正式进入中国。Google公司当时发表声明称，中国版搜寻器会遵守中国相关的互联网法律，对搜索结果进行过滤和审查。Google.cn会过滤的资讯包括六四事件、藏独、台独、法轮功以及其他于政府不愿被中國公民了解的信息。
在Google中国版，搜索部分的词组、句子或图片时会在网页尾部显示“据当地法律法规和政策，部分搜索结果未予显示”等字样说明，即表示过滤了搜索结果。与Google德国版不同，中国版的提示描述笼统，用户无法得知究竟是根据什么法律和移除多少项结果。
中国政府曾经在过去限制公民进入主流的搜索引擎，如AltaVista、雅虎和Google，但用镜像网站elgoog可以在中国大陆浏览到被封锁的内容，虽然无法完全被封锁，但政府依然积极过滤网站。2005年10月， 一些Blogger说Google网页快照无法打开。
在2006年1月，Google证实其协助中国政府进行网络审查，过滤包括成千上万的网站和条款。Google搜索的过滤是必要的，以免中国政府像2002年那样完全封锁Google。Google不会让用户搜索到被封锁的内容，但会告知用户。中国Google也会过滤数字千年保护法案所屏蔽的网址。
Google保护中国用户的隐私政策优于中国本土的搜索引擎，比如Google不向中国政府提供用户的搜索记录等。当“据当地法律法规和政策，部分搜索结果未予显示。”的提示出现在搜索结果下面时就表明搜索结果被过滤了。Google是第一个在中国明确告诉用户搜索结果被过滤的。
一些互联网用户、無國界記者、人權觀察、国际特赦组织等均认为Google协助中国政府镇压，侵犯人权。Google协助中国政府进行网络审查，但不执行美国政府的同样请求，也被自由媒体运动（FMM）谴责为“虚伪”。
2006年2月14日，示威者有组织地进行了“mass breakup with Google”的抗议，以显示他们不赞同Google中国的政策。
不少反对者也认为Google中国违背了Google“不作恶”（Don't be evil）的口号。
与此同时，Google中国的审查也受到来自中国政府的压力，2009年的谷歌涉黄事件，中国政府有关部门认为谷歌中国传播不良信息，审核不足，而对其进行行政处罚。机关报《人民日报》多篇文章批评Google中国，同样声称其违反“不作恶”口号。
2010年1月12日，Google声明称受到来自中国的黑客攻击，并将与中国政府谈判，要求取消谷歌中国搜索引擎的内容审查，否则谷歌中国会退出中国市场。北京时间3月23日凌晨起，Google决定将原有谷歌中国的两域名google.cn和g.cn重定向至谷歌香港域名google.com.hk，并使用香港服务器上的未经审查过滤的搜索引擎。
在Google透明度报告，中国大陆的请求次数显示为问号，公司在常见问题解答中指出：
您可能已经注意到，来自中国的内容删除要求带有一个问号。正如地图中所注，中国政府认为审查要求属于国家机密，因此目前我们无法公布相关信息。在 Google 的合资企业运营 google.cn 期间，其搜索结果始终须按照相关互联网监管部门的要求进行审查。随着我们 6 月份发布公告正式宣布相关决定，现在访问 google.cn 着陆页面的用户将看到一个指向 google.com.hk 的链接。在该页上，用户可以执行搜索或继续使用 google.cn 的各种服务，例如音乐和文字翻译，这些服务无需过滤即可在当地提供。
Google拒绝政府的请求的原因，比较常见的情况是：相应要求不够具体，让公司无从判断相关政府希望我们删除哪些内容（例如，要求中未列出网址）。还有一种比较常见的情况是：诽谤指控由政府机构通过非正式信函的形式提出，而非出自法庭裁定。一般来说我们无法确定某声明是否具有诽谤性质，需要以法庭裁定为准。

### 科学
在2002年，有人发现Google的网页搜索结果有过滤掉数字千年法草案结果的提示。

## YouTube
YouTube是Google下属的视频分享网站，该网站的服务条款中禁止发布侵权视频以及渲染色情、违法行为、无端暴力和仇恨言论的视频。违反这些规定的视频会被删除并替换成“该视频由于违反服务条款而被删除”的消息，但并不说明是违反了哪一条规定。
YouTube曾屏蔽Wael Abbas的帐户，他是一名发布关于警察暴行，投票违规行为和反政府示威的视频的活跃分子。但他的账户随后被恢复。
2008年2月22日，巴基斯坦电信公司依据政府的要求禁止本国网民访问YouTube。四日之后，当YouTube删除了荷兰政府官员关于伊斯兰的宗教争议性评论后，巴基斯坦电信解除了对YouTube的封锁 。